# Молдавија на Олимпијским играма
Молдавија је као самостална држава први пут учествовала на Зимским олимпијским играма 1994. у Лилехамеру Норвешка и од тада учествује на свим Играма.
Раније су се молдавски спортисти такмичили као део Сојветског Савеза (СССР) на олимпијским играма од 1952. до 1988.. После распада Совјетског Савеза, Молдавија је на Летњим олимпијским играма 1992. у Барселони учествовала у групи od 12 бивших република које су наступиле заједно као Здружени тим (ЕУН) под олимпијском заставом.
Молдавски спортисти су закључно са Летњим олимпијским играма 2012. у Лондону освојили укупно 7 медаља, у пет различитх спортова, док на Зимским олимпијским играма није освојила ниједну медаљу.
Најмлађи учесник из Молдавије је џудискиња Лудмила Кристеа у Сиднеју 2000 са 14 година 176 дана. Кристеа се осам година касније у Пекингу такмичила у рвању. Најстарији учесник је стрелац Генадије Лисокони са 43 године и 353 дана на Летњим олимпијским играма 2008.
Олимпијски комитет Молдавије је основан 1991. а у МОК је примљен 1993.

## Медаље

### Освојене медаље на ЛОИ
| Учешће и освојене медаље Молдавије на ЛОИ |                     |        |      |      |        |       |        |        |        |         |
| ЛОИ                                       | Носилац заставе     | Учешће | Муш. | Жене | спорт. | Злато | Сребро | Бронза | Укупно | Пласман |
| 1996. Атланта                             | Вадим Вакарчук      | 29     | 21   | 8    | 8      | 0     | 1      | 1      | 2      | 58      |
| 2000. Сиднеј                              | Вадим Вакарчук      | 33     | 26   | 7    | 8      | 0     | 1      | 1      | 2      | 61      |
| 2004. Атина                               | Олег Молдован       | 34     | 29   | 5    | 8      | 0     | 0      | 0      | 0      | -       |
| 2008. Пекинг                              | Николај Чебан       | 40     | 35   | 5    | 10     | 0     | 0      | 1      | 1      | 81      |
| 2012. Лондон                              | Дан Олару           | 22     | 12   | 10   | 9      | 0     | 0      | 2      | 2      | 75      |
| 2016. Рио де Жанеиро                      |                     |        |      |      |        |       |        |        |        |         |
| 2020. Токио                               |                     |        |      |      |        |       |        |        |        |         |
| 2024. Париз                               |                     |        |      |      |        |       |        |        |        |         |
| 2028. Лос Анђелес                         | предстојећи догађај |        |      |      |        |       |        |        |        |         |
| 2032. Бризбејн                            | предстојећи догађај |        |      |      |        |       |        |        |        |         |
| Укупно 5 / 5                              |                     | 158    | 123  | 35   |        | 0     | 2      | 5      | 7      |         |

#### Преглед учешћа спортиста Милдавије и освојених медаља по спортовима на ЛОИ
| Спорт         | Период | Период   | Укупно | Мушкарци | Жене | Злато | Сребро | Бронза | Укупно |
| Спорт         | Прво   | Последње | Укупно | Мушкарци | Жене | Злато | Сребро | Бронза | Укупно |
| ------------- | ------ | -------- | ------ | -------- | ---- | ----- | ------ | ------ | ------ |
| Атлетика      | 1996   | 2012     | 27     | 15       | 12   | 0     | 0      | 0      | 0      |
| Бициклизам    | 1996   | 2012     | 7      | 7        | 0    | 0     | 0      | 0      | 0      |
| Бокс          | 1996   | 2012     | 5      | 5        | 0    | 0     | 0      | 2      | 2      |
| Дизање тегова | 1996   | 2012     | 12     | 11       | 1    | 0     | 0      | 2      | 2      |
| Кајак и кану  | 1996   | 1996     | 4      | 4        | 0    | 0     | 1      | 0      | 1      |
| Пливање       | 1996   | 2012     | 20     | 16       | 4    | 0     | 0      | 0      | 0      |
| Рвање         | 1996   | 2012     | 13     | 11       | 2    | 0     | 0      | 1      | 1      |
| Стреличарство | 1996   | 2012     | 3      | 1        | 2    | 0     | 0      | 0      | 0      |
| Стрељаштво    | 1996   | 2012     | 3      | 2        | 1    | 0     | 1      | 0      | 1      |
| Џудо          | 1996   | 2012     | 8      | 7        | 1    | 0     | 0      | 0      | 0      |
| Укупно (10)   |        |          | 102    | 79       | 23   | 0     | 2      | 5      | 7      |

- Разлика у горње две табеле од 56 учесника (44 мушкараца и 12 жена) настала је у овој табели јер је сваки спотиста без обриза колико је пута учествовао на играма и у колико разних спортова на истим играма рачунат само једном

### Освајачи медаља
| Медаља | Име(на)                           | Игре          | Спорт         | Дициплина                                 |
| ------ | --------------------------------- | ------------- | ------------- | ----------------------------------------- |
| Сребро | Nicolae Juravschi Viktor Reneysky | 1996. Атланта | Кану          | Ц-2.500 м за мушкарце                     |
| Бронза | Serguei Moureiko                  | 1996. Атланта | Рвање         | супер тешка грчко-римски стил за мушкарце |
| Сребро | Олег Молдован                     | 2000. Сиднеј  | Стрељаштво    | 10 м покретне мете за мушкарце            |
| Бронза | Виталиј Грусак                    | 2000. Сиднеј  | Бокс          | велтер кат. за мушкарце                   |
| Бронза | Вјечеслав Гојан                   | 2008. Пекинг  | Бокс          | бантам кат. за мушкарце                   |
| Бронза | Антониј Чирику                    | 2012. Лондон  | Дизање тегова | до 94 кг за мушкарце                      |
| Бронза | Кристина Јову                     | 2012. Лондон  | Дизање тегова | до 53 за жене                             |

### Учешће и освојене медаље Молдавије на ЗОИ
| Учешће и освојене медаље Молдавије на ЗОИ |                     |        |      |      |        |       |        |        |        |         |
| ЗОИ                                       | Носилац заставе     | Учешће | Муш. | Жене | сопрт. | Злато | Сребро | Бронза | Укупно | Пласман |
| 1994. Лилехамер                           | Васил Георгу        | 2      | 1    | 1    | 1      | 0     | 0      | 0      | 0      | -       |
| 1998. Нагано                              | Јон Букса           | 2      | 1    | 1    | 1      | 0     | 0      | 0      | 0      | -       |
| 2002. Сот Лејк Сити                       | Јон Букса           | 5      | 3    | 2    | 3      | 0     | 0      | 0      | 0      | -       |
| 2006. Торино                              | Наталија Левценцова | 6      | 3    | 3    | 3      | 0     | 0      | 0      | 0      | -       |
| 2010. Ванкувер                            | Виктор Пинзару      | 7      | 5    | 2    | 4      | 0     | 0      | 0      | 0      | -       |
| 2014. Сочи                                | Виктор Пинзару      | 4      | 3    | 1    | 3      | 0     | 0      | 0      | 0      | -       |
| 2018 Пјонгчанг                            |                     |        |      |      |        |       |        |        |        |         |
| 2022. Пекинг                              |                     |        |      |      |        |       |        |        |        |         |
| 2026. Милано и Кортина                    | предстојећи догађај |        |      |      |        |       |        |        |        |         |
| 2030. Француски Алпи                      | предстојећи догађај |        |      |      |        |       |        |        |        |         |
| 2034. Солт Лејк Сити                      | предстојећи догађај |        |      |      |        |       |        |        |        |         |
| Укупно 6 / 6                              |                     | 26     | 16   | 10   |        | 0     | 0      | 0      | 0      |         |

### Преглед учешћа спортиста Аустрије по спортовима на ЗОИ
После ЗОИ 2014.
| Спорт           | Период | Период   | Укупно | Мушки | Жене | Злато | Сребро | Бронза | Укупно |
| Спорт           | Прво   | Последње | Укупно | Мушки | Жене | Злато | Сребро | Бронза | Укупно |
| --------------- | ------ | -------- | ------ | ----- | ---- | ----- | ------ | ------ | ------ |
| Алпско скијање  | 2010   | 2014     | 3      | 3     | 0    | 0     | 0      | 0      | 0      |
| Биатлон         | 1994   | 2014     | 8      | 4     | 4    | 0     | 0      | 0      | 0      |
| Санкање         | 2002   | 2014     | 2      | 2     | 8    | 0     | 0      | 0      | 0      |
| Скијашко трчање | 2002   | 2014     | 6      | 4     | 2    | 0     | 0      | 0      | 0      |
| Укупно (4)      |        |          | 19     | 13    | 6    | 0     | 0      | 0      | 0      |

- Разлика у горње две табеле од 7 учесника (3 мушкарац и 4 жене) настала је у овој табели јер је сваки спотиста без обриза колико је пута учествовао на играма и у колико разних спортова на истим играма рачунат само једном

### Укупно медаља на ОИ
После ЗОИ 2014.
| ОИ     |   |   |   |   |
| ------ | - | - | - | - |
| ЛОИ    | 0 | 2 | 5 | 7 |
| ЗОИ    | 0 | 0 | 0 | 0 |
| Укупно | 0 | 2 | 5 | 7 |

## Занимљивости
- Најмлађи учесник: Лудмила Кристеа, 14 година и 176 дана Сиднеј 2000. џудо
- Најстарији учесник: Генадије Лисокони, 43 година и 353 дана Пекинг 2008. стрељаштво
- Највише учешча: 4 Ина Глизнута скок увис, Вадим Вакарчук дизање тегова, Андреј Захаров пливање, Феодосије Чумаченко  брзо ходање ( сви 1996 — 2008)
- Највише медаља:1 (свих 8 освајача медаља по 1)
- Прва медаља: Сергеј Муреико (1996)
- Прво злато: —
- Најбољи пласман на ЛОИ: 58 (1996)
- Најбољи пласман на ЗОИ: —